# Michel Dalmeras
Michel Dalmeras ou d'Almeras (né à Bagnols-sur-Cèze vers 1587 mort le 16 mai 1633) est un ecclésiastique qui fut Agent général du clergé de France puis coadjuteur en 1623 et enfin évêque de Vaison  de 1629 à 1633.

## Biographie
Michel Dalmeras ou d'Almeras est doyen de la collégiale Saint-Sauveur de Grignan quand il réussit à se faire désigner le 23 octobre 1623 comme coadjuteur du vieil évêque Guillaume III de Cheisolme et nommé le même jour évêque titulaire de Philadelphie-en-Lydie (de), grâce aux relations qu'il entretient avec le comte de Grignan qui intercède en sa faveur auprès du roi Louis XIII de France. Dans la négociation qui s'ensuivit avec la cour pontificale il omet de prévoir comme convenu le versement d'une rente de 200 écus à un neveu de l'évêque ce qui incite ce dernier à l'accuser de tromperie auprès du Saint-Siège. Il accède au siège épiscopal en 1629. Il a été le seul évêque du Comtat Venaissin à avoir été choisi comme Agent général du clergé de France en 1619-1621, comme représentant de la province ecclésiastique de Vienne. Il  meurt en 1633 